# 卡斯滕·芬格
卡斯滕·芬格（德語：Karsten Finger，1970年1月28日—），德国男子赛艇运动员。他曾代表德国参加1992年夏季奥林匹克运动会赛艇比赛，获得男子四人单桨有舵手银牌。